# VK 28.01

Mehrzweckpanzer VK 28.01, exakte Pläne sind nicht überliefert.

VK 28.01 ist ein Projektplan für einen standardisierten Mehrzweckpanzer, der ab 1943 von der Krupp AG entwickelt werden sollte. Mitte 1943 wurden von Krupp Konzepte für zwei Prototypen vorgestellt. Die Entwicklung wurde aber auf Veranlassung des Generalstabs des Heeres am 8. Mai 1944 abgebrochen.

## Namensgebung
Wie es bei den deutschen Reißbrettversionen üblich war, gab es nur eine Projektbezeichnung. Diese setzten sich aus verschiedenen Konstruktionsmerkmalen zusammen. Das „VK“ für „Vollkettenfahrzeug“, die „28“ für das angestrebte Gewicht und die „01“ für die erste von verschiedenen Varianten. Häufig findet man auch die vereinfachte Bezeichnung „VK 2801“. Weitere Projekte dieser Art sind in der Übersicht zum Vskfz. Nummernkreis einsehbar.

## Planung
Im Juni 1943 verfügte Generaloberst Guderian, dass ein neuer, standardisierter Mehrzweckpanzer für Aufklärung, Artillerie-Beobachtung, Flakpanzer, leichter Panzer-Jäger, leichte Selbstfahrlafette, gepanzerter Truppentransport und andere Zwecke auf der Basis eines 28-Tonnen-Fahrzeugs mit einer Reisegeschwindigkeit von 50–60 km/h entwickelt werden sollte. Pläne, die Produktion des Pz.Kpfw.IV einzustellen, waren bereits getroffen und die schweren Tiger- und Pantherchassis waren für diese Funktionen nicht geeignet.
Das Wa Prüf 6 wählte die Friedrich Krupp AG, um ein Design für den neuen Mehrzweckpanzer, heute bekannt als VK 28.01 zu entwerfen. Anfang Juni 1943 schlug Krupp zunächst ein Kettengestell mit sechs 70 cm-Durchmesser Laufräder auf 60 cm breiten Ketten vor. Damit konnte das 26 Tonnen schwere Fahrzeug eine Geschwindigkeit von 30 km/h halten. Obwohl der Panzer einen konventionellen Frontantrieb hatte, war die Wahl des Antriebs ungewöhnlich: Das luftgekühlte Argus Model 12LD330H mit zwölf Zylinder in H-Form, Viertaktdiesel mit 550 PS, einer Olvar 55 11 17 Übersetzung und die Steuerungseinheit des Leopard-Projektes. Als Alternative wurden sowohl ein normaler wassergekühlter Maybach HL 100 mit 400 PS als auch ein luftgekühlter Saurer 8 Zylinder in V-Form und Zweitaktdiesel in Erwägung gezogen.

## Konzepte
Auf Basis der Vorplanung stellte Krupp die ersten zwei Konzepte des Mehrzweckpanzers vor:
1. Am 16. Juli 1943 eine Variante mit 2-cm-Vierlings-Geschützen: Die Chassislänge betrug 5,68 m, die Breite mit Schürzen 3,22 m und die Höhe 3,21 m. Mit 2,52 m breiten Kettenabstand und einer Kettenauflage von 3,68 m war die Lenkübersetzung mit 46:1 ziemlich hoch. An der oberen Front kamen 5 cm Panzerung im 55° Winkel, an der unteren Front 5 cm im 45° Winkel, 3 cm obere Seitenpanzerung im 30° Winkel, 3 cm untere Seitenpanzerung im 0° Winkel, 3 cm Heckpanzerung im 10° Winkel, 2 cm Oberseitenpanzerung und 2 cm Unterseitenpanzerung (am Heck auf 16 mm reduziert) zum Einsatz. Die 2 cm Vierlingsflaks waren auf einem zylindrischen Podest in einer eingelassenen Sektion montiert, statt wie üblich auf einem niedrigen, dreiarmigen Gestell mit Rundumabdeckung. Ein großer 2 cm dicker Schild schützte die Crew nur von vorn, es gab keine seitlichen Plattformen mit Abdeckungen, wie sonst auf Krupp Flakpanzern. Die Crew bestand aus fünf Mann, einschließlich der beiden Ladeschützen und des Richtschützen der Vierlingsflaks.
2. Am 20. Juli 1943 eine weitere Version mit Pz.Kpfw.IV BW-Turm: Eine Chassislänge von 5,69 m, mit Schürzen 3,22 m breit und 2,61 m hoch. Bei gleichen Spuren und Ketten eine Lenkübersetzung von 42:1. Die Panzerung analog zu Variante 1, nur mit 20° Winkel in der Heckpanzerung. Der Turm war der Standardturm des Pz.Kpfw.IV in der Ausf.G mit 5 cm Front-, 3 cm Seiten- und Rückseitenpanzerung. Einzigartig war die gegossene Kommandanten-Kuppel mit Periskopen, ähnlich wie im Pantherdesign. Dieses Kuppeldesign sollte sogar für die Pz.Kpfw.IV-Serie verwendet werden, wurde aber durch den Produktionsstopp des Panzers im Herbst 1944 wieder fallengelassen.

Beide Versionen sollten fähig sein, auf Schienen selbstständig fahren zu können.
Im Juli 1943 sah der Entwicklungsplan drei Monate Zeit für die Designdetails vor, sechs Monate für den Bau eines Prototyps, drei Monate für Test desselben und weitere acht Monate für die Perfektionierung des Designs vor. So hätte die Serienproduktion im April 1945 starten können.
Am 8. November 1943 wurde Krupp von einem Panzeroffizier des Gen.St.d.H. informiert, dass die Entscheidung getroffen worden war, die Entwicklung des Mehrzweckpanzers zu stoppen. Auf Befehl des Wa Prüf 6 wurde am 8. Mai 1944 das Programm endgültig abgebrochen. Weder ein Schulungs- noch ein Prototyp wurde angefertigt. Die vorläufigen Konzeptzeichnungen sind nicht mehr aufzufinden.